# Іспанія на зимових Олімпійських іграх 2022
Іспанія взяла участь у зимових Олімпійських іграх 2022, що тривали з 4 до 20 лютого в Пекіні (Китай).
Збірна Іспанії складалася з десяти чоловіків і чотирьох жінок, що змагалися в шести видах спорту.
Сноубордистка Керальт Кастельєт і скелетоніст Андер Мірамбель несли прапор своєї країни на церемонії відкриття.

## Медалісти
Список іспанських спортсменів, що на Іграх здобули медалі.
| Медаль | Ім'я              | Вид спорту  | Дисципліна      | Дата      |
| ------ | ----------------- | ----------- | --------------- | --------- |
| Срібло | Керальт Кастельєт | Сноубординг | Хафпайп (жінки) | 10 лютого |

## Спортсмени
Кількість спортсменів, що взяли участь в Іграх, за видами спорту.
| Вид спорту          | Чоловіки | Жінки | Загалом |
| ------------------- | -------- | ----- | ------- |
| Гірськолижний спорт | 2        | 1     | 3       |
| Лижні перегони      | 2        | 0     | 2       |
| Фігурне катання     | 2        | 2     | 4       |
| Фристайл            | 2        | 0     | 2       |
| Скелетон            | 1        | 0     | 1       |
| Сноубординг         | 1        | 1     | 2       |
| Загалом             | 10       | 4     | 14      |

## Гірськолижний спорт
Від Іспанії на Ігри кваліфікувалися два гірськолижники і одна гірськолижниця.
| Спортсмен       | Дисципліна                  | 1-й спуск | 1-й спуск | 2-й спуск   | 2-й спуск   | Сума        | Сума        |
| Спортсмен       | Дисципліна                  | Час       | Місце     | Час         | Місце       | Час         | Місце       |
| --------------- | --------------------------- | --------- | --------- | ----------- | ----------- | ----------- | ----------- |
| Адур Ечесаррета | Швидкісний спуск (чоловіки) | Н/Д       | Н/Д       | Н/Д         | Н/Д         | 1:44.12     | 17          |
| Адур Ечесаррета | Супергігант (чоловіки)      | Н/Д       | Н/Д       | Н/Д         | Н/Д         | НФ          | НФ          |
| Хоакім Саларік  | Слалом (чоловіки)           | НФ        | НФ        | Не потрапив | Не потрапив | Не потрапив | Не потрапив |
| Нурія Пау       | Гігантський слалом (жінки)  | 1:04.19   | 40        | НФ          | НФ          | НФ          | НФ          |

## Лижні перегони
Від Іспанії на ігри кваліфікувалися три лижники і одна лижниця, але було вирішено скористатися лише з двох чоловічих квот.
Дистанційні перегони
| Спортсмен    | Дисципліна                        | Класичний стиль | Класичний стиль | Вільний стиль | Вільний стиль | Фінал     | Фінал       | Фінал |
| Спортсмен    | Дисципліна                        | Час             | Місце           | Час           | Місце         | Час       | Відставання | Місце |
| ------------ | --------------------------------- | --------------- | --------------- | ------------- | ------------- | --------- | ----------- | ----- |
| Іманоль Рохо | 15 км класичним стилем (чоловіки) | Н/Д             | Н/Д             | Н/Д           | Н/Д           | 41:24.2   | +3:29.4     | 39    |
| Іманоль Рохо | 30 км скіатлон (чоловіки)         | 41:37.7         | 26              | 38:54.0       | 15            | 1:21:09.2 | +4:59.4     | 21    |
| Іманоль Рохо | 50 км вільним стилем (чоловіки)   | Н/Д             | Н/Д             | Н/Д           | Н/Д           | 1:14:50.5 | +3:17.8     | 21    |

Спринт
| Спортсмен | Дисципліна | Кваліфікація | Кваліфікація | Чвертьфінал | Чвертьфінал | Півфінал    | Півфінал    | Фінал       | Фінал       |
| Спортсмен | Дисципліна | Час          | Місце        | Час         | Місце       | Час         | Місце       | Час         | Місце       |
| --------- | ---------- | ------------ | ------------ | ----------- | ----------- | ----------- | ----------- | ----------- | ----------- |
| Жом Пуейо | Чоловіки   | 2:55.76      | 37           | Не потрапив | Не потрапив | Не потрапив | Не потрапив | Не потрапив | Не потрапив |

## Фігурне катання
Завдяки виступам на Чемпіонаті світу 2021 року в Стокгольмі від Іспанії на Ігри кваліфікувалася пара в танцях на льоду.
| Спортсмени                   | Дисципліна     | КП / КТ | КП / КТ | ДП / ДТ | ДП / ДТ | Загалом | Загалом |
| Спортсмени                   | Дисципліна     | Бали    | Місце   | Бали    | Місце   | Бали    | Місце   |
| ---------------------------- | -------------- | ------- | ------- | ------- | ------- | ------- | ------- |
| Лаура Баркеро Марко Дзандрон | Pairs          | 63.34   | 11 Q    | 118.02  | 11      | 181.36  | 11      |
| Олівія Смарт Адрія Діас      | Танці на льоду | 77.70   | 9 Q     | 121.41  | 6       | 199.11  | 8       |

## Фристайл
Від Іспанії на Ігри кваліфікувався один фристайліст, що відповідав базовому кваліфікаційному критерію.
Чоловіки
| Спортсмен    | Дисципліна            | Кваліфікація | Кваліфікація | Кваліфікація | Кваліфікація | Кваліфікація | Фінал       | Фінал       | Фінал       | Фінал       | Фінал       |
| Спортсмен    | Дисципліна            | 1-ша спроба  | 2-га спроба  | 3-тя спроба  | Найкраща     | Місце        | 1-ша спроба | 2-га спроба | 3-тя спроба | Найкраща    | Місце       |
| ------------ | --------------------- | ------------ | ------------ | ------------ | ------------ | ------------ | ----------- | ----------- | ----------- | ----------- | ----------- |
| Хав'єр Льїсо | Біг-ейр (чоловіки)    | 90.25        | 80.50        | 79.50        | 170.75       | 9 Q          | 51.25       | 89.00       | 82.50       | 171.50      | 6           |
| Хав'єр Льїсо | Слоупстайл (чоловіки) | 21.95        | 69.16        | Н/Д          | 69.16        | 14           | Не потрапив | Не потрапив | Не потрапив | Не потрапив | Не потрапив |
| Тібо Манін   | Біг-ейр (чоловіки)    | 41.25        | 21.75        | 38.50        | 79.75        | 28           | Не потрапив | Не потрапив | Не потрапив | Не потрапив | Не потрапив |
| Тібо Манін   | Слоупстайл (чоловіки) | 33.06        | 14.78        | Н/Д          | 33.06        | 29           | Не потрапив | Не потрапив | Не потрапив | Не потрапив | Не потрапив |

## Скелетон
Завдяки місцю в світовому рейтингу станом на 16 січня, Від Іспанії на Ігри кваліфікувався один спортсмен.
| Спортсмен       | Дисципліна | 1-й заїзд | 1-й заїзд | 2-й заїзд | 2-й заїзд | 3-й заїзд | 3-й заїзд | 4-й заїзд   | 4-й заїзд   | Сума    | Сума  |
| Спортсмен       | Дисципліна | Час       | Місце     | Час       | Місце     | Час       | Місце     | Час         | Місце       | Час     | Місце |
| --------------- | ---------- | --------- | --------- | --------- | --------- | --------- | --------- | ----------- | ----------- | ------- | ----- |
| Андер Мірамбель | Чоловіки   | 1:02.45   | 23        | 1:03.36   | 25        | 1:02.34   | 24        | Не потрапив | Не потрапив | 3:08.15 | 24    |

## Сноубординг
Хафпайп
| Спортсменка       | Дисципліна      | Кваліфікація | Кваліфікація | Кваліфікація | Кваліфікація | Фінал       | Фінал       | Фінал       | Фінал    | Фінал |
| Спортсменка       | Дисципліна      | 1-ша спроба  | 2-га спроба  | Краща        | Місце        | 1-ша спроба | 2-га спроба | 3-тя спроба | Найкраща | Місце |
| ----------------- | --------------- | ------------ | ------------ | ------------ | ------------ | ----------- | ----------- | ----------- | -------- | ----- |
| Керальт Кастельєт | Хафпайп (жінки) | 78.75        | 49.50        | 78.75        | 4 Q          | 69.25       | 90.25       | 78.25       | 90.25    | 2     |

Сноубордкрос
| Спортсмен    | Дисципліна              | Посів   | Посів | 1/8 фіналу | Чвертьфінал | Півфінал | Малий фінал | Малий фінал |
| Спортсмен    | Дисципліна              | Час     | Місце | Позиція    | Позиція     | Позиція  | Позиція     | Місце       |
| ------------ | ----------------------- | ------- | ----- | ---------- | ----------- | -------- | ----------- | ----------- |
| Лукас Егібар | Сноубордкрос (чоловіки) | 1:18.73 | 21 Q  | 2 Q        | 2 Q         | 4        | 3           | 7           |